# Western Canada Hockey League (1932–1933)
Western Canada Hockey League (kratica WCHL) je bila hokejska liga, ki je obstajala eno sezono, od 1932 do 1933. V ligi so sodelovala moštva iz zahodne Kanade. Po koncu prve in edine sezone se je del moštev odcepil in skupaj z dvema ameriškima ekipama in še eno kanadsko ustvaril novo ligo North West Hockey League.

## Moštva
- Calgary Tigers
- Edmonton Eskimos
- Regina Capitals/Vancouver Maroons
- Saskatoon Crescents

## Prvaki
- 1933: Calgary Tigers